# 梁昌

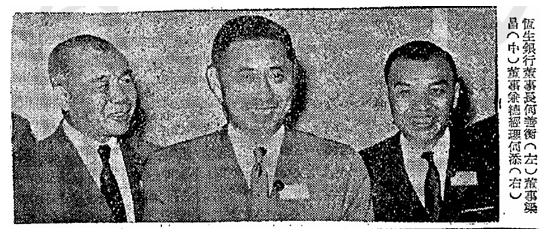
梁昌（中）、何善衡（左）與何添（右），華僑日報1962年9月4日。

梁昌，CBE（1918年—1979年6月4日），又名梁潤昌，香港和澳門富商，第二次世界大戰期間曾在英軍服務團從事反日情報工作。是首位將水翼船帶來香港與澳門來往航線的商人，也是恒生銀行的共同創辦人和澳門第一代賭場營運者。

## 生平
梁昌與澳門黑白兩道都有來往，以走私黃金到香港起家。1942年，梁昌被馬迺光招納加入英軍服務團。梁昌以雜貨店為掩飾，秘密收集日軍情報及協助盟軍人員逃離淪陷區。1945年日本投降後，英方為搶先中華民國光復香港，命令梁昌到香港通知當時在赤柱拘留營的詹遜儘早設立臨時香港政府。香港重光初期，梁昌從澳門運送糧食到香港。1946年獲得英國授勳。
1973年獲CBE名譽勳銜。
戰爭結束前因英軍服務團情報員關係，接觸到英國機密文件，得知英國於戰後將予承認香港舊鈔票。因此到處收購因日軍以軍票代替而淪為廢紙的香港鈔票。由於當時香港收藏鈔票乃是犯法且大多數人因生活而不得已變賣鈔票，所以梁昌可得到大量鈔票，最後戰後一夜致富。
梁昌有兩度婚姻，第一任妻子梁文燕在1960年過身後，1963年娶了原為管家及子女家庭教師的何杏莊為第二任妻子。1977年與第二任妻子何杏莊離婚後，神智一度失常，經常在街上派鈔票、派手錶。
1979年6月4日，梁昌跳樓自殺身亡。一年後，其第五子亦自殺身亡。

## 身後
2017年6月27日，梁昌家族以11億港元出售中環贊善里1、2、3及4號物業給華潤置地，物業地盤面積5223平方呎，最高地積比率為9倍，可建樓面47,007平方呎，樓面地價約23,592元。而梁昌家族於2012年起陸續併購該地段，總收購價約4.78億元。

## 逸事
二戰後，梁昌曾住在北角七姊妹道102號4樓，蕭若元家門口對面。
香港黑道軍統人物，皆由梁昌管理，若要到台灣必須先問過梁昌。

## 命名
- 香港中文大學演講室大樓潤昌堂（於梁氏自殺三個月後啟用）
- 東華三院梁昌紀念安老院
- 梁文燕紀念中學（沙田）（以其身故首任妻子命名，原先為一官立小學）
- 澳門教區梁文燕托兒所（以其身故首任妻子命名，原先為一孤兒院）